# ドリフターズですよ!特訓特訓また特訓
ドリフターズですよ！特訓特訓また特訓（どりふたーずですよ！とっくんとっくんまたとっくん）は、1969年に制作されたザ・ドリフターズ主演の「ドリフターズですよ！シリーズ」第4弾。
『ドリフターズですよ!盗って盗って盗りまくれ』以来、松竹の『全員集合!シリーズ』の渡辺祐介が監督を務める。なお渡辺監督と共に、脚本の一部を手掛けた「東盛作」とは、松竹専属の「森﨑東」の偽名。
前作に引き続き、付き人時代の志村けんが本名の「志村康徳」名義で端役出演している。

## ストーリー
五人組は、ギャングの罪をかついで牢屋行き。一年後出所したが空気は冷たく、長吉は部下を道連れに自殺を決意し、断崖から自殺をこころみたが....。

## スタッフ
- 製作 : 渡辺晋、青木伸樹
- 監督 : 渡辺祐介
- 脚本 : 渡辺祐介、東盛作
- 音楽 : 森岡賢一郎
- 撮影 : 梁井潤
- 照明 : 山口虎男
- 美術 : 薩本尚武
- 録音 : 吉沢昭一
- 編集 : 広瀬千鶴
- 助監督 : 片桐康男
- 製作担当者 : 坂井靖史
- 整音 : 杉崎喬
- 小道具 : 網川年、小林正
- 衣裳 : 小林正光
- 結髪 : 野儀タエ子
- 記録 : 河辺美津
- 監督助手 : 荒木功、合月勇、安田真人
- 撮影助手 : 島倉政男、北川英雄、東原三郎、飯村隆晴
- 照明助手 : 本橋俊男、小山勲、高橋道夫、秦野和人、森登
- 録音助手 : 鈴木勝行、山本甫、高橋利久
- 特殊機械 : 高橋武治
- 製作係 : 八巻勝男、稲葉喬

## キャスト
- 碇長吉：いかりや長介
- 加藤チョロ松：加藤茶
- 荒井忠助：荒井注
- 仲本空気：仲本工事
- 高木風太：高木ブー
- 碇テツ子：中原早苗
- ママ：七重美也子
- ピコ：菊田ゆか
- 螢子：山本陽子
- しおり：川村真樹
- あけみ：真湖道代
- 染子：原令子
- 乃木多介：有島一郎
- 三休：西村晃
- 山下三太郎：三木のり平
- 東郷：左とん平
- 熊沢：南利明
- 糞尿船の親父：内田裕也
- 裁判長：スマイリー小原
- 坂口先生：大坂志郎
- キャバレーのマスター：志村康徳（現：志村けん）

## 挿入歌
- 「せーのでヨイショ」（ザ・ドリフターズ）
- 「ズッコケちゃん」（ザ・ドリフターズ）

## 同時上映
『社長えんま帖』
- 脚本：笠原良三／監督：松林宗恵／主演：森繁久彌
- 『社長シリーズ』第30作。

## ビデオソフト化
- 1980年頃に東宝ビデオからテレビサイズのビデオソフト（VHS・β・U規格）が、主に業務用途向けにリリースされた[1]。
- その後ビデオソフトの再発売は一切無く、2014年現在DVD化・BD化は行われていない。

## テレビ放送
- 1974年5月9日に日本テレビ系列の『木曜スペシャル』で放送。同年の『木曜スペシャル』プロ野球中継の雨傘番組として用意され、当日予定されていた「阪神×巨人」戦の雨天中止に伴い編成された[2]。
- 1999年10月にチャンネルNECOで、他の「ドリフターズですよ！」シリーズと共に放送された[3]。
- 2009年4月に日本映画専門チャンネルで「ドリフターズですよ！」シリーズの放送が行われた際には本作のみラインナップに含まれず、放送されなかった。

## 漫画
- 公開に先駆け、「週刊少年キング」（少年画報社）1969年1号につのだじろうによる漫画が読み切り掲載された。